# Sẻ hồng phương bắc

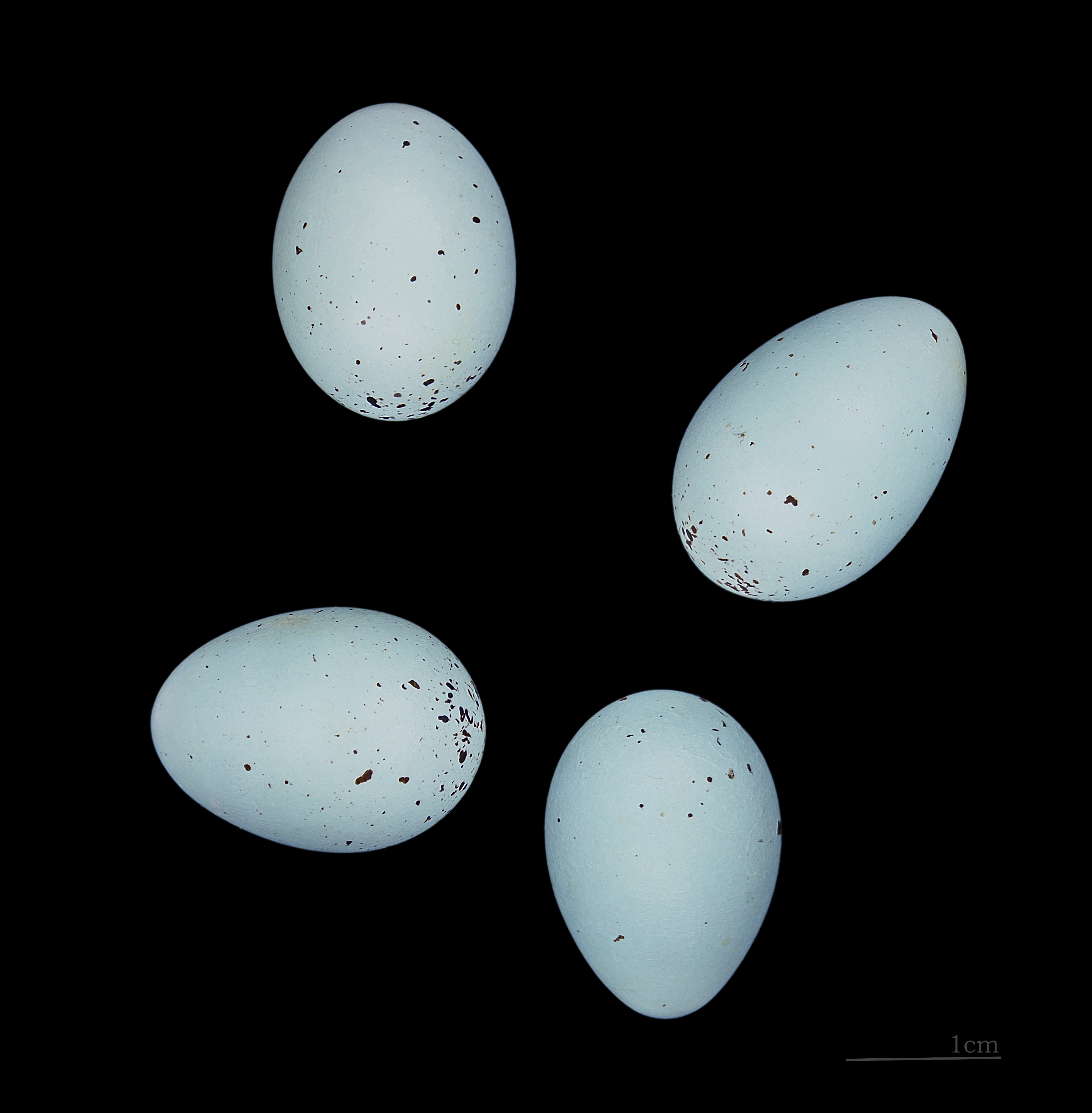
Carpodacus erythrinus

Sẻ hồng phương bắc (tên khoa học: Carpodacus erythrinus) là một loài chim trong họ Fringillidae.